# Wegenwet
De Wegenwet is een Nederlandse wet waarin de verantwoordelijkheden voor het beheer van openbare wegen geregeld worden.
In de wet staan, onder andere, de volgende zaken vermeld:
- Wanneer een weg geacht wordt openbaar te zijn.
- Dat elke gemeente een wegenlegger moet opstellen die vastgesteld wordt door Gedeputeerde Staten.
- Welke overheidsinstantie verantwoordelijk is voor het toezicht op de toegankelijkheid en het onderhoud.
- Een weg moet in goede staat verkeren.